# Лейк-Парк (Північна Кароліна)
Лейк-Парк (англ. Lake Park) — селище (англ. village) в США, в окрузі Юніон штату Північна Кароліна. Населення — 3269 осіб (2020).

## Географія
Лейк-Парк розташований за координатами 35°5′4″ пн. ш. 80°38′4″ зх. д. / 35.08444° пн. ш. 80.63444° зх. д. (35.084487, -80.634374).  За даними Бюро перепису населення США в 2010 році селище мало площу 2,09 км², з яких 2,03 км² — суходіл та 0,07 км² — водойми.

## Демографія
Згідно з переписом 2010 року, у селищі мешкали 3422 особи в 1196 домогосподарствах у складі 913 родин. Густота населення становила 1635 осіб/км².  Було 1245 помешкань (595/км²).
Расовий склад населення:
| - 86,8 % — білих - 7,0 % — чорних або афроамериканців - 1,9 % — азіатів - 0,5 % — корінних американців - 1,6 % — осіб інших рас |

До двох чи більше рас належало 2,2 %. Частка іспаномовних становила 5,2 % від усіх жителів.
За віковим діапазоном населення розподілялося таким чином: 28,3 % — особи молодші 18 років, 57,2 % — особи у віці 18—64 років, 14,5 % — особи у віці 65 років та старші. Медіана віку мешканця становила 38,6 року. На 100 осіб жіночої статі у селищі припадало 84,9 чоловіків;  на 100 жінок у віці від 18 років та старших — 77,5 чоловіків також старших 18 років.
Середній дохід на одне домашнє господарство  становив 77 439 доларів США (медіана — 67 292), а середній дохід на одну сім'ю — 83 429 доларів (медіана — 73 889). За межею бідності перебувало 5,5 % осіб, у тому числі 8,1 % дітей у віці до 18 років та 1,1 % осіб у віці 65 років та старших.
Цивільне працевлаштоване населення становило 1834 особи. Основні галузі зайнятості: освіта, охорона здоров'я та соціальна допомога — 31,4 %, роздрібна торгівля — 9,7 %, мистецтво, розваги та відпочинок — 9,6 %.